# Edwardsia delapiae
Espèce
Edwardsia delapiae est une espèce de la famille des Edwardsiidae.

## Systématique
Le nom valide complet (avec auteur) de ce taxon est Edwardsia delapiae Carlgren & Stephenson, 1928.
Edwardsia delapiae a pour synonymes :
- Edwardsa delapiae
- Edwardsia delapii

## Publication originale
- Carlgren, O.; Stephenson, T. A. (1928). The British Edwardsidae. Journal of the Marine Biological Association of the United Kingdom. 15(1): 1-31. lire